# 龐德羅薩帕克 (科羅拉多州)
龐德羅薩帕克（英語：Ponderosa Park）是位於美國科羅拉多州艾伯特縣的一個人口普查指定地區。

## 地理
龐德羅薩帕克的座標為39°24′09″N 104°38′20″W / 39.40250°N 104.63889°W，而該地最高點為海拔高度2037米（即6683英尺）。

## 人口
根據2010年美國人口普查的數據，龐德羅薩帕克的面積為37.70平方千米，均為陸地。當地共有人口3232人，而人口密度為每平方千米85人。